# 首要議題
《首要議題》（拉丁語：Inter gravissimas）是指在1582年2月24日，由教宗額我略十三世頒布的教宗詔書。與所有教宗詔書一樣，這份教宗詔書是以拉丁語寫成，並以第一句開始用語命名這份政令。這項教宗詔書指出，特利騰大公會議已經將聖務日課書等改革工作交由教宗負責。同時還提出改革儒略曆的主張，確定根據天文觀測計算復活節的日期、及與復活節相關的假期。實際上，因為這項改革引入新曆法，並以教宗的名字稱為「格里曆」。而直至今日，大多數國家都在使用格里曆。